# Культурные сорта и формы бука европейского
У бука европейского в природе встречаются различные ботанические формы в пределах вида, отличающиеся от типичной по форме кроны, строению, размеру и окраске листьев, строению коры и прочему. Некоторые из этих форм имеют декоративное значение и используются в озеленении. Многие формы бука европейского были выведены искусственно и эти работы продолжаются в настоящее время.

## Формы, отличающиесягабитусом

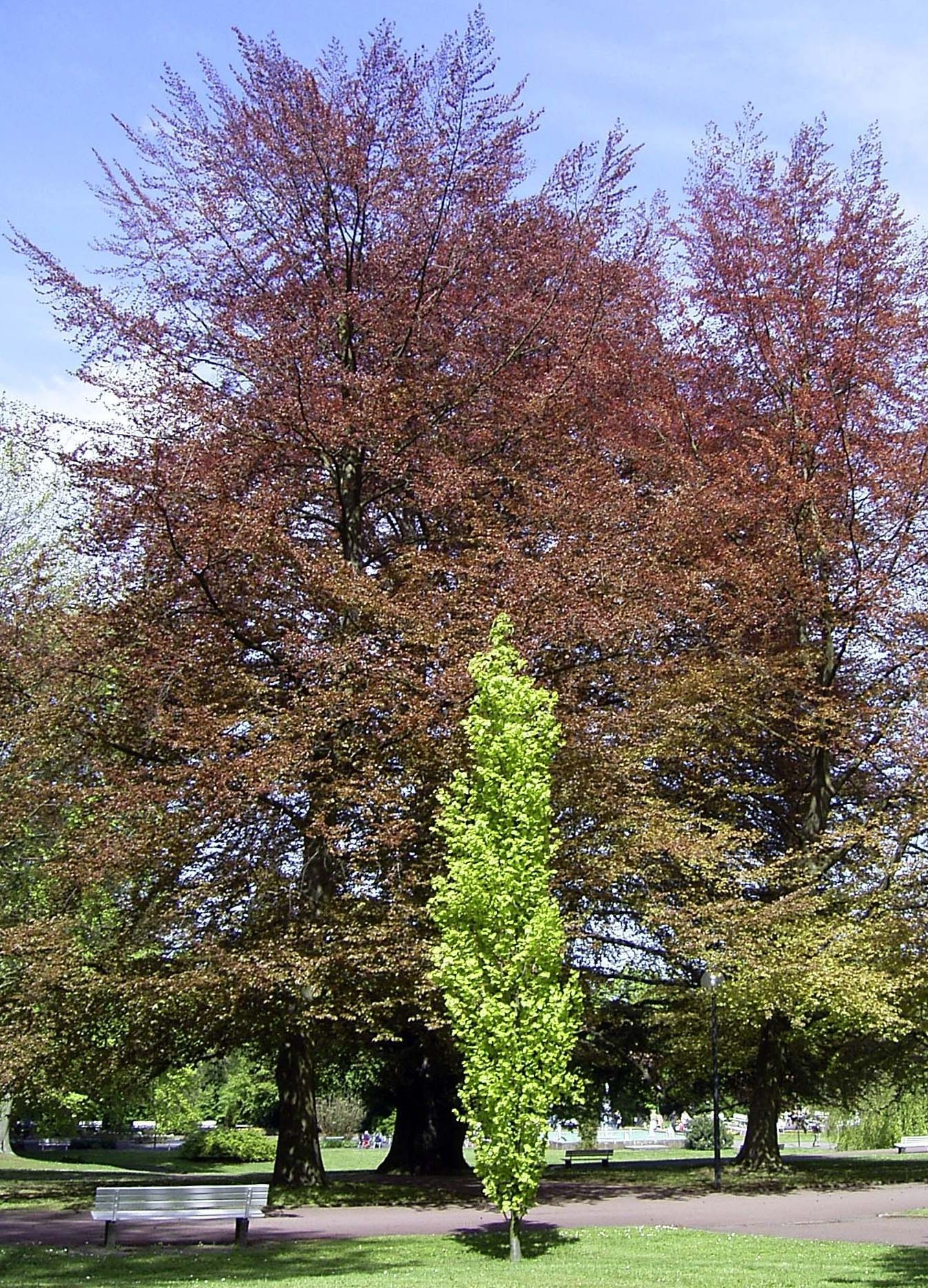
Форма «Дэвика» на фоне «пурпурной», Бад-Нендорф, Германия

- Fagus sylvatica 'Dawyckii' [=Fagus sylvatica f. fastigiata Simon-Louis ex K.Koch] [=Fagus sylvatica f. pyramidalis hort.][1] — «пирамидальная», или «Дэвика», форма в виде колонны или пирамиды с вверх стоящими ветвями, быстро растёт, высокая и очень узкая форма, экземпляр в арборетуме Тромпенбург (англ. Arboretum Trompenburg) в Роттердаме при ширине в 2,7 м достигает 22,86 м в высоту.

Выведена в Королевском ботаническом саду Эдинбурга, в поместье Дэвика в 1800 году. Используется в одиночных, аллейных и групповых посадках. Необычные образцы этой формы имеются в Арнольд-Арборетуме в Бостоне. Имеется она также в Бруклинском ботаническом саду, Вестонберт-Арборетуме (англ. Westonbirt Arboretum);
- Fagus sylvatica 'Pendula' [=Fagus sylvatica f. pendula (Perr.) Domin] [=Fagus sylvatica var. pendula hort.]— «плакучая» форма, дерево высотой 9—12 м, с очень длинными (до 6 м) основными ветвями, ниспадающими вертикально вниз[5]. Относится к высокорослым плакучим формам деревьев. Используется в одиночных посадках на полянах, берегу небольшого водоёма или на фоне высоких деревьев.

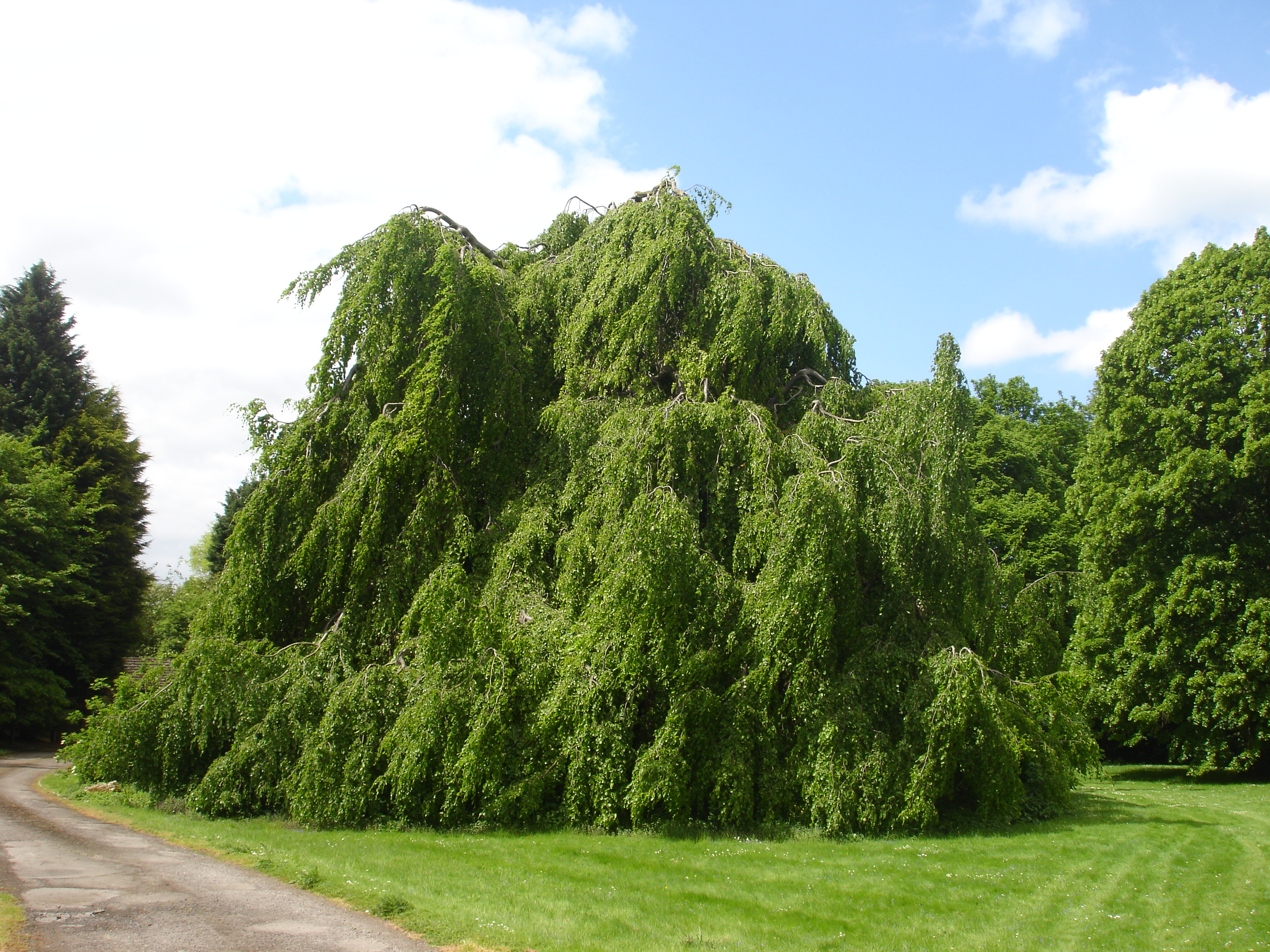
Плакучая Форма, Монгуэлл, Оксфордшир, Англия

Эта форма впервые появилась в Англии примерно в 1836 году. Растёт в Стрыйском парке и в ботаническом саду Львовского национального университета, в Трускавце, Киеве, Калининграде, Сочи, Адлере, Сухуми:106, в Центральном ботаническом саду НАН Белоруссии, Бруклинском ботаническом саду, Бун-Каунти-Арборетуме (англ. Boone County Arboretum), Вестонберт-Арборетуме, Национальном садовом выставочном центре в Ирландии (графство Уиклоу), Национальном ботаническом саду Бельгии в Мейсе;
- Fagus sylvatica 'Miltonensis' — отличается от предыдущей более раскидистыми ветвями и более округлыми листьями, кажущимися из-за этого более широкими. Обнаружена в Англии примерно в 1837 году[2]. Имеется в Вестонберт-Арборетуме[4];
- Fagus sylvatica 'Bornyensis' [=Fagus sylvatica f. bornyensis Simon-Louis ex Beissn.] — форма с широко распростёртыми нижними ветвями и ниспадающими конечными. Встречается в парках западных областей Украины и Калининградской области;
- Fagus sylvatica 'Pagnyensis' [=Fagus sylvatica f. pagnyensis Simon-Louis] — форма с широко-зонтообразной кроной.

## Формы, отличающиеся габитусом и орнаментом листьев
- Fagus sylvatica f. pectinata Loudon — «гребенчатая», низкорослая форма с мелкими изогнутыми, глубококосозубчатыми листьями[5];

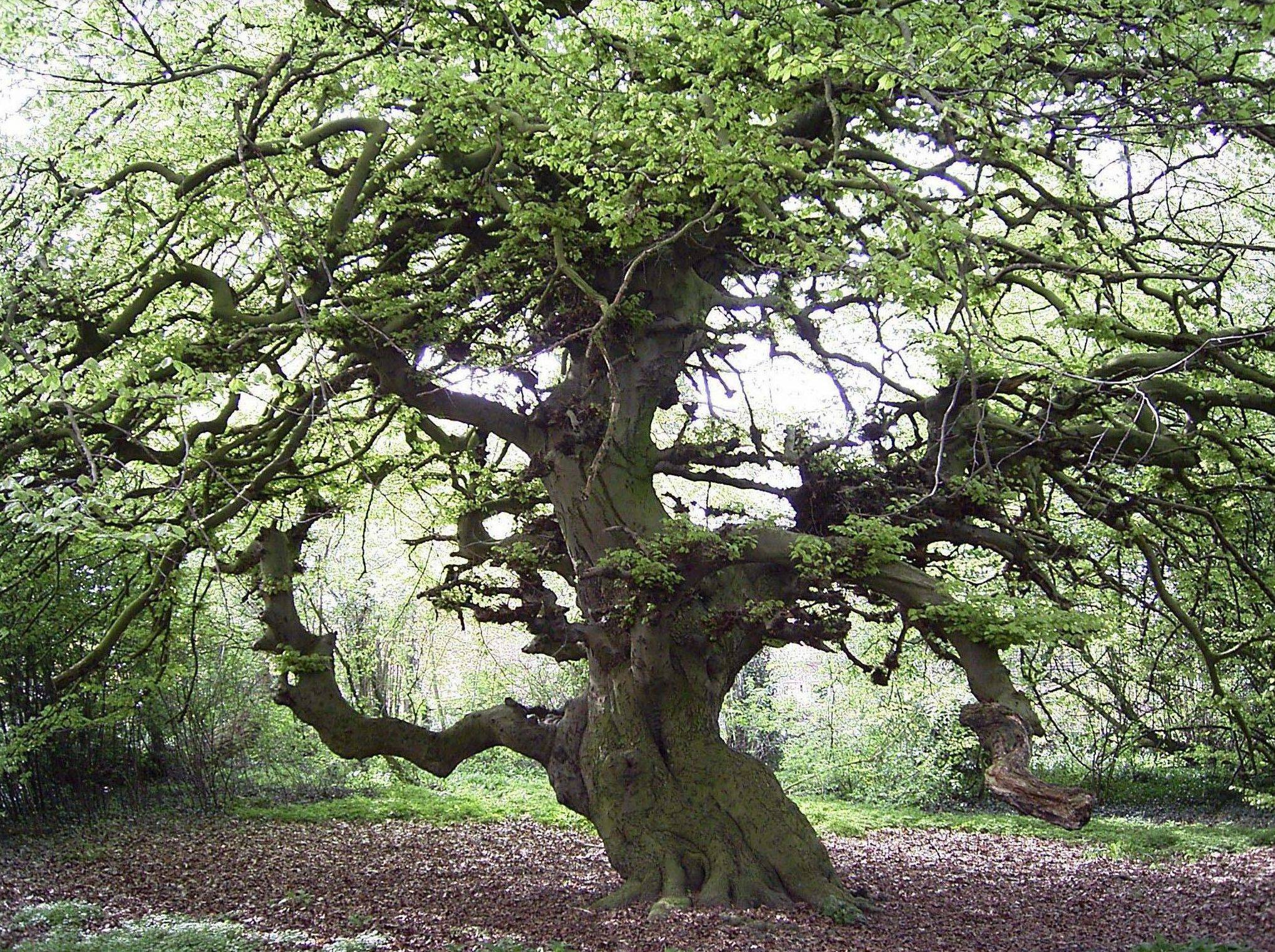
в народном парке Лауэнау, Германия. Почти 200-летнее дерево 12 м высотой и со стволом в обхвате 5 м

- Fagus sylvatica 'Crystata' [=Fagus sylvatica f. crystata (Loudon) Schelle] — «извилистая», карликовая форма с глубоколопастными, мелкими, изогнутыми тёмно-зелёными листьями, собранными на ветвях пучками. Существует с 1836 года[2]. Экземпляр в возрасте 14 лет достиг высоты 3,5 м и ширины 3 м[11];
- Fagus sylvatica f. undulata hort. — «волнистая», карликового роста с пирамидальной кроной и мелкими волнистыми листьями[5];
- Fagus sylvatica 'Cochleata' [=Fagus sylvatica f. cochleata Dippel] [Fagus sylvatica f. undulata Jouin] — «улиткообразная», карликовая форма с ложкообразно-вогнутыми листьями. Растёт в виде кустарника. Появилась в 1842 году. Экземпляр этой формы в 70 лет составляет 4,67 м в высоту[2];
- Fagus sylvatica f. conglomerata hort. — карликовая пирамидальная форма с мелкими волнистыми листьями;

- Fagus sylvatica 'Tortuosa' [=Fagus sylvatica f. tortuosa (Pépin) Hegi] [=Fagus sylvatica f. arcuata Schwer] [=Fagus sylvatica f. conglomerata Bean] [=Fagus sylvatica f. suentelensis hort. ex Schelle] [=Fagus sylvatica var. suentelensis Schelle, 1903] [=Fagus sylvatica var. tortuosa Willkomm, 1887] — «извилистая», карликовая форма с мелкими листьями; ветви часто извилистые. Отличаются способностью ветвей срастаться между собой и с ветвями другими деревьев этого же вида или даже с дубом, способностью образовывать годовые кольца и незначительным количеством или даже полным отсутствием способных к воспроизводству семян, способностью вегетативного размножения.

Некоторыми ботаниками признаётся как природная форма, возникшая в результате мутации. В природе встречается, например, в Германии в горном массиве Зюнтель (нем. Süntel) у Ганновера; в Швеции, недалеко от северной границы ареала, в Сконе (в национальном парке Дальбю-Сёдерскуг) и на севере острова Эланд в природном резервате Тролльскуген (швед. Trollskogen); в Дании; Лотарингии и других местах. В лесу Верзи (фр. Faux de Verzy) в департаменте Марна во Франции произрастает наибольшее число экземпляров этой формы (около 1000). Они охраняются на территории природного парка Гора Реймс (фр. Parc naturel régional de la Montagne de Reims). Последняя большая популяция этой разновидности (около 100 экземпляров) найдена во Франции, в регионе Овернь. Эта форма отличается долголетием, отдельные её экземпляры доживают до 350 лет, некоторые до 500 лет. Известен экземпляр, доживший до 600-летнего возраста:28.
В культуре используется чаще в одиночных посадках. Имеется в Национальном ботаническом саду Бельгии;

## Формы с однотонной окраской листьев
Используются для одиночных посадок и в виде небольших групп, для внесения ярких цветных контрастов на фоне зелёной листвы других деревьев. Эти формы с привлечением кустарников, имеющих яркую окраску цветов и плодов, и многолетников могут также использоваться для создания целых цветных отделов в больших садах и парках. Примером может служить «синий сад» в парке Мускау.

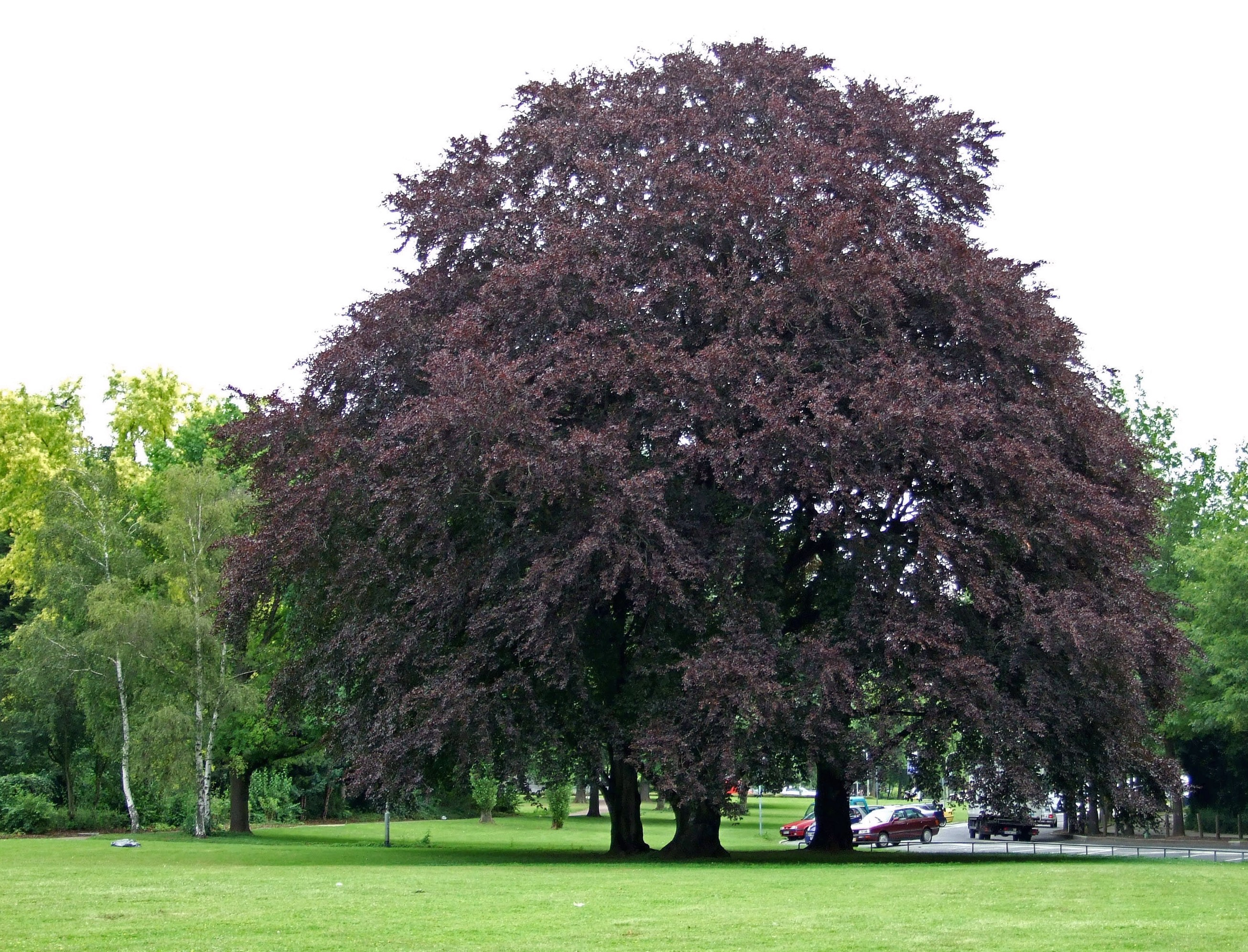

- Fagus sylvatica 'Atropunicea' [=Fagus sylvatica f. purpurea (Aiton) C.K.Schneid.] [=Fagus sylvatica f. atropunicea West.] [=Fagus sylvatica subsp. purpurea] — «пурпурная», или «пурпурнолистная». Листья, иногда почки и кора в различной степени пурпурные. Листья остаются пурпурными в течение всего лета. Появилась в результате мутации и была известна в Германии ещё до 1488 года[16]. Иногда признаётся в качестве естественной формы. В природе встречается в восточной Франции, Швейцарии и Баварии. В культуре с 1861 года. Достигает 50 м высоты и живёт до 200 лет[17]. Встречается в парках западных областей Украины, Калининградской области, в Белоруссии (Борисовщинский парк)[18], в Житомире, Киеве, парке Софиевка, Полтаве, Краснокутске, Одессе, в Никитском ботаническом саду, Сочи, парке «Южные культуры» в Адлере, Сухуми, Зугдиди, Батуми, Центральном ботаническом саду НАН Белоруссии[7]. Экземпляр в Адлере достиг в возрасте 50 лет 20 м высоты[6]:186. Гранд-аллея из буков этой формы в садах Бумкамп в Нидерландах соединяет Свадебный сад и Сад руин[9]. В Арборетуме Мэрилендского университета в Колледж-Парке имеется аллея из буков этой формы[19]. Имеется эта форма и в Королевских ботанических садах Кью[16], Национальном ботаническом саду Бельгии[10], в Вестонберт-Арборетуме[4]. Известны близкие формы, отличающиеся более тёмными и светлыми оттенками и другими незначительными признаками:
  - Fagus sylvatica 'Riversii' [=Fagus sylvatica 'Atropurpurea'] [=Fagus sylvatica 'Atropurpurea Macrophylla'] [=Fagus sylvatica 'Norvegiensis'] [=Fagus sylvatica 'Purpurea Latifolia'] [=Fagus sylvatica var. atropurpurea] [=Fagus sylvatica 'Purpurea Major'] [=Fagus sylvatica 'Purpurea Riversii'] [=Fagus sylvatica f. purpurea major hort.] — «Риверси», большое дерево с тёмными блестящими листьями и широкой кроной[2]. В культуре с 1880 года. Имеется в Бруклинском ботаническом саду[3], в Бун-Арборетуме[8], в Вестонберт-Арборетуме[4];
  - Fagus sylvatica f. nigra hort. — «чёрная»;
  - Fagus sylvatica 'Cuprea' — более тёмные листья, чем у основной формы[20];
  - Fagus sylvatica 'Spaethiana' — самые тёмные листья[2]. Имеется в Вестонберт-Арборетуме[4];
  - Fagus sylvatica 'Swat Magret' — очень тёмные листья с волнистыми краями[2]. Имеется в Вестонберт-Арборетуме[4];
  - Fagus sylvatica 'Frisio' — недавно появилась в Нидерландах[2]. Имеется в Вестонберт-Арборетуме[4];
- Fagus sylvatica f. aenea hort. — «бронзовая», листья цвета бронзы;
- Fagus sylvatica 'Aurea' [=Fagus sylvatica f. aurea hort.] — «золотистая», листья золотисто-жёлтые, крона округлая. Достигает высоты 12—15 м. Крона округлая. Размножается прививкой на саженцах основного вида, а также семенами, дающими до 30 % сеянцев с золотистыми листьями. Растёт в Калининграде и Ужгороде[6]:180;
- Fagus sylvatica 'Zlatia' [=Fagus sylvatica f. zlatia Spach ex E.Goeze] — «сербская золотистая», листья большие, блестящие, весной и в начале лета золотисто-жёлтые, позже желтовато-зелёные. Была обнаружена в лесах Югославии. Имеется в Бруклинском ботаническом саду[3], Национальном ботаническом саду Бельгии[10], в Вестонберт-Арборетуме[4].

## Пёстролистные формы
Пёстролистные формы рекомендуется использовать лишь в одиночных и групповых посадках.
- Fagus sylvatica 'Striata' [=Fagus sylvatica f. striata Dipp.] — «полосатая», тёмные листья с жёлтыми полосками вдоль жилок. Имеется в Вестонберт-Арборетуме[4];
- Fagus sylvatica 'Viridivariegata' [=Fagus sylvatica f. viridivariegata Dipp.] — «зелёно-пёстролистная», похожа на предыдущую, но штрихи вдоль листьев светло-зелёные;
- Fagus sylvatica 'Albovariegata' [=Fagus sylvatica 'Argenteovariegata'] [=Fagus sylvatica f. albovariegata] [=Fagus sylvatica f. argenteovariegata Henry] — «бело-пёстролистная», с бело-пёстрыми листьями. В культуре с 1770 года. Растёт в Калининграде, Закарпатской, Прикарпатской и Западной Украине, Молдавии, горном Крыму и на Черноморском побережье Кавказа[6]:195;
- Fagus sylvatica 'Argenteomarmorata' [=Fagus sylvatica f. marmorata Schneid.] = [Fagus sylvatica f. argenteomarmorata hort.] — «мраморолистная», листья белые с зелёными пятнами и полосками разной формы и величины;
- Fagus sylvatica 'Luteovariegata' [=Fagus sylvatica f. luteovariegata West.(Domin)] Fagus sylvatica 'Aureovariegata' [=Fagus sylvatica f. aureovariegata C.K.Schneid.]— «жёлто-пёстрая», или «золотисто-пёстролистная», листья бледно-зелёные, с неровной золотисто-жёлтой каймой, доходящей местами до центральной жилки листа; с середины лета окраска листьев ослабляется, и они становятся полностью зелёными. Дерево средней величины. Размножается прививкой черенков на подвое типичной формы. Плодоносит, но семена не передают пёстрой окраски листьев потомству. Растёт в Калининграде[6]:212, Национальном ботаническом саду Бельгии[10], в Вестонберт-Арборетуме[4];

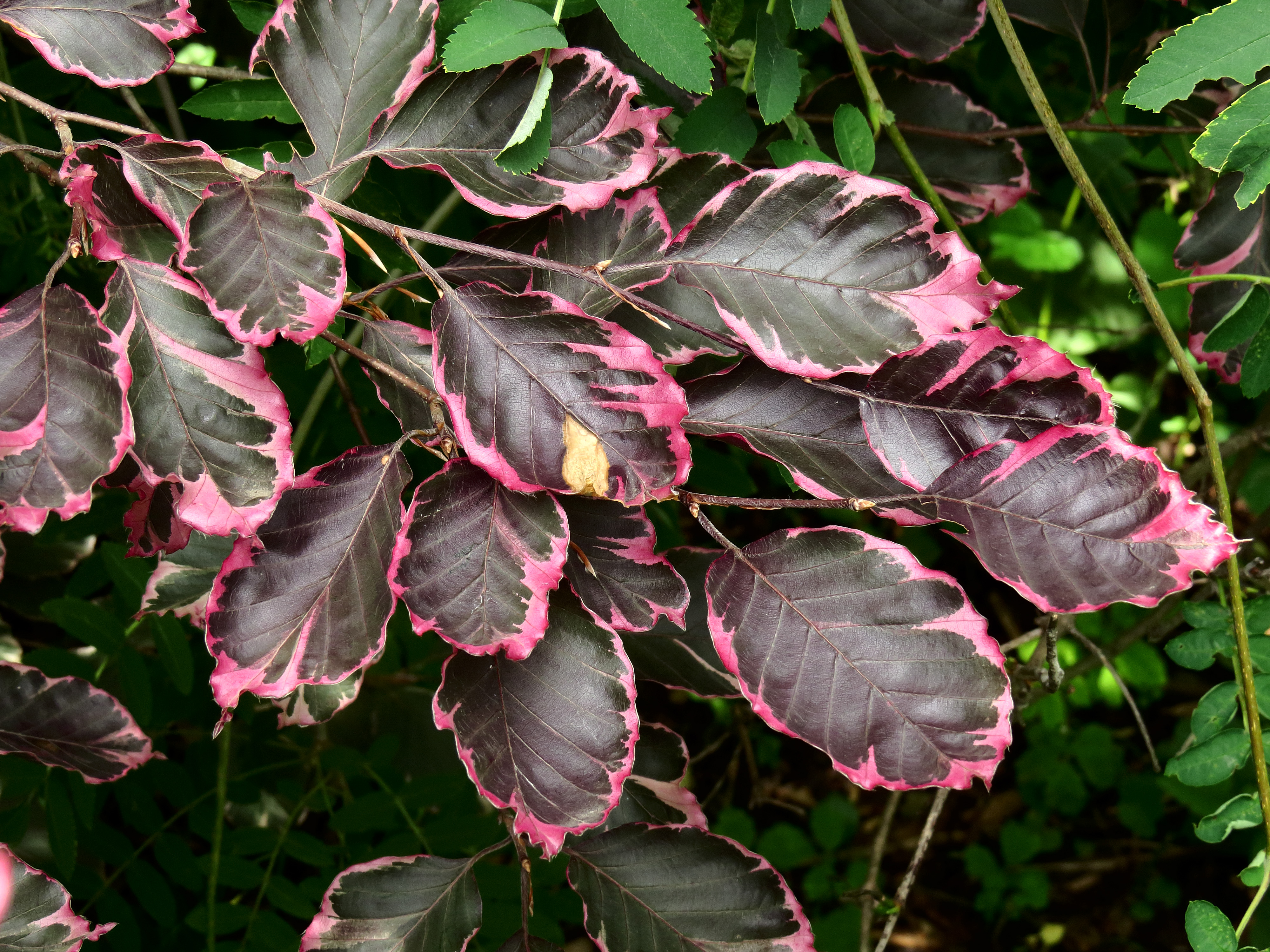
'Purpurea Tricolor' в Сырецком дендропарке

- Fagus sylvatica 'Purpurea Roseomarginata' [=Fagus sylvatica 'Purpurea Tricolor'] [=Fagus sylvatica f. roseomarginata (Cripps) Domin] [=Fagus sylvatica var. roseomarginata (Cripps) Rehder] — «розово-окаймлённая», листья пурпуровые с неправильными светло-розовыми или кремовыми краями, при распускании почти белые с зелёным крапом и розовым краем. В культуре с 1888 года. Есть во Львове в Стрыйском парке, Бун-Арборетуме[8], Национальном ботаническом саду Бельгии[10], Вестонберт-Арборетуме[4];
- Fagus sylvatica 'Tricolor' [=Fagus sylvatica f. tricolor Koch] — «трёхцветная», листья почти белые, с зелёными пятнами и розовыми краями. Имеется в Бруклинском ботаническом саду[3], Ботаническом саду Денвера[21];
- Fagus sylvatica 'Albomarginata' — «бело-окаймлённая»;
- Fagus sylvatica f. aureomarginata hort. — «золотисто-окаймлённая»;

## Формы, отличающиеся габитусом и окраской листьев
- Fagus sylvatica 'Purpurea Pendula' [=Fagus sylvatica 'Atropurpurea Pendula'] [=Fagus sylvatica 'Purpurea Pendula Nova'] [=Fagus sylvatica f. purpurea pendula Rehb.] — «пурпурная плакучая», форма с вертикально поникающими веткам и тёмно-пурпурными листьями, центральный ствол её обычно не формируют и прививают на штамб. Растёт в Никитском ботаническом саду, Сочи, Бун-Арборетуме, в Вестонберт-Арборетуме[4]. Производные сорта:
  - Fagus sylvatica 'Purple Fountain'— узкое дерево с поникшими ветвями и пурпурными листьями. В культуре с 1975 года. Есть в Бун-Арборетуме[8] и Национальном ботаническом саду Бельгии[10];
  - Fagus sylvatica 'Haaren';
- Fagus sylvatica 'Aurea Pendula' — «золотистая плакучая», форма с золотисто-жёлтыми листьями и ниспадающими вниз ветвями, высотой до 4 м[11];
- Fagus sylvatica 'Purpurea Tortuosa' — «пурпурная извилистая», небольшое дерево с распростёртыми, разнообразно закрученными и поникающими на концах ветвями и пурпурными листьями;
- Fagus sylvatica 'Dawyckii Gold' — «Дэвика золотистая», форма с габитусом формы «Дэвика» и золотистыми молодыми листьями, которые становятся с возрастом зелёными и создают контраст на фоне остальной зелёной листвы[2]. Имеется в Вестонберт-Арборетуме[4];
- Fagus sylvatica 'Dawyckii Purple' — «Дэвика пурпурная», форма с габитусом формы «Дэвика» и пурпурными листьями, листья сохраняют цвет на протяжении всего вегетационного периода[2]. Экземпляр в Бун-Арборетуме при ширине 3 м достиг высоты 24,38 м[8]. Имеется в Вестонберт-Арборетуме[4];

| |  |  |  |
| Формы с различными листьями, слева направо: f. purpurea, f. grandidentata, f. aspleniifolia, f. Rohani |  |  |  |

## Формы, отличающиеся орнаментом и размером листьев
У бука европейского в природе встречаются устойчивые формы, отличающиеся орнаментом, величиной и строением листьев, а также формы, листья которых похожи на листья других видов растений. Так, Грабарём В. А. в Украинских Карпатах выделено 15 таких форм: типичная, кожистая, ильмолистная, магнолиелистная, черешнелистная, мелколистная, скошенная, волнистая, клиновидная и другие. Такие формы используются в культуре в одиночных и небольших групповых посадках на переднем плане. Среди них:
- Fagus sylvatica 'Quercifolia' [=Fagus sylvatica f. quercifolia C.K.Schneid.] — «дуболистная», листья овальнопродолговатые, с короткими и широкими туповатыми лопастями, часто волнистыми и слегка зубчатыми, напоминающие листья дуба. Растёт в парках Калининградской области, имеется в парке Софиевка и в Подгорецком парке в Львовской области[6]:142, в Вестонберт-Арборетуме[4];
- Fagus sylvatica f. pyramidalis quercifolia Schelle — «пирамидальная дуболистная», пирамидальная форма. Известен узкопирамидальный экземпляр до 7 м высотой в Вишнянском парке Львовской области[6]:142;
- Fagus sylvatica 'Heterophilla' [=Fagus sylvatica var. heterophilla Loudon] — «разрезнолистная», листья от узкоэллиптических до ланцетных, по краям пильчатые или глубоколопастные, иногда линейные, цельнокрайные. Достигает размеров крупного дерева. Размножается зелёными черенками и прививкой за кору на основной вид. Вековые деревья этой формы имеют диаметр ствола до 60 см. Встречается в Куренёвском парке в Киеве, Краснокутском парке в Харьковской области, Вишнянском парке Львовской области, в Калининграде[6]:142, Центральном ботаническом саду НАН Белоруссии[7], Бруклинском ботаническом саду[3], в Вестонберт-Арборетуме[4]. Включает производные сорта:
  - Fagus sylvatica 'Laciniata' [=Fagus sylvatica var. laciniata (Perr.) Domin] — «ланцетная». Имеется в Вестонберт-Арборетуме[4];
  - Fagus sylvatica 'Aspleniifolia' [=Fagus sylvatica f. aspleniifolia Duchartre] [=Fagus sylvatica f. salicifolia hort.] — «папоротниколистная» или «иволистная», листья глубоко и тонко рассечённые, линейные. Возникла во Франции в 1805 году[2]. Наблюдается нахождение этой и предыдущей формы на одном растении, на молодых побегах — листья laciniata, а на более старых ветках — aspleniifolia. Имеется в Бруклинском ботаническом саду[3], Бун-Арборетуме[8], в Вестонберт-Арборетуме[4], Национальном ботаническом саду Бельгии[10];
  - Fagus sylvatica 'Incisa' [=Fagus sylvatica f. incisa hort.];
- Fagus sylvatica 'Rotundifolia' [=Fagus sylvatica f. rotundifolia Cripps.] [=Fagus sylvatica f. rotundifolia minor hort.] — «круглолистная», форма со сжатой кроной, листья маленькие, почти круглые, 1,5—3 см длины, растёт быстро, но достигает лишь высоты 8—10 м. В культуре с 1872 года. Эффектна в одиночных посадках на переднем плане. Имеется в парке Софиевка[6]:142, Центральном ботаническом саду НАН Белоруссии[7], Бруклинском ботаническом саду[3], Национальном ботаническом саду Бельгии[10], в Вестонберт-Арборетуме[4];
- Fagus sylvatica 'Latifolia' [=Fagus sylvatica f. latifolia Kirchn.] [=Fagus sylvatica f. macrophylla hort.] [=Fagus sylvatica var. macrophylla Dippel] — «широколистная», листья до 15 см длиной и 10 см шириной. В культуре с 1864 года;
- Fagus sylvatica 'Grandidentata' [=Fagus sylvatica f. grandidentata Dipp.] — «крупнозубчатая», листья с крупными зубцами. В культуре с 1864 года. Имеется в Национальном ботаническом саду Бельгии[10].

## Формы, отличающиеся орнаментом и окраской листьев
- Fagus sylvatica 'Atropunicea Macrophylla' [=Fagus sylvatica 'Purpurea Latifolia'] [=Fagus sylvatica f. purpurea macrophylla Hohen. ex A.DC.] — «пурпурная крупнолистная», листья 10—20 см длиной, тёмно-пурпуровые. Имеется в Национальном ботаническом саду Бельгии[10];
- Fagus sylvatica 'Rohani' [=Fagus sylvatica f. rohani Mask.] — «Рогана», листья перистолопастные, пурпуровые. В культуре с 1894 года. Гибрид форм «пурпурной» и «дуболистной»[5]. Имеется в Бун-Арборетуме[8];
- Fagus sylvatica 'Quercina' — «Кверцина», похожа на предыдущую, за исключением того, что листья зелёные. Небольшое дерево, достигающее в высоту 12,19 м в 40 лет. Обнаружена в 1888 году в Чехословакии (в настоящее время в Чешской Республике). Очень популярна в Америке и во всей Европе[2];
- Fagus sylvatica 'Ansorgei' [=Fagus sylvatica f. ansorgei Swerin] — «Ансорга», листья перистонадрезанные, пурпуровые. Обнаружена в Германии в 1884 году[2]. Гибрид форм «пурпурной» и «папоротниколистной». В культуре с 1891 года;
- Fagus sylvatica 'Red Obelisk' — «Красный обелиск», дерево с таким же габитусом, как «Дэвика», а с листьями, как «Рогана». Очень популярна в Америке[2]. Имеется в Вестонберт-Арборетуме[4];

## Формы, отличающиеся строением коры
- Fagus sylvatica 'Quercioides' [=Fagus sylvatica f. quercioides Pers.] — «дубокорая», кора толстая, глубокотрещиноватая. Эта форма в естественном виде встречается в Карпатах.

Третьяк Ю. Д. и Винокуров Д. М. в 1959 году показали, что в коре дубокорых буков содержится меньше целлюлозы, но больше растворимых веществ, золы и лигнина по сравнению с гладкокорыми. Такие деревья устойчивы к некрозно-раковым заболеваниям.